# Радзинский, Виктор Евсеевич
Виктор Евсеевич Радзинский (род. 8 сентября 1947, Киев) — советский и российский врач акушер-гинеколог, учёный, преподаватель, несколько лет работавший в Туркменской ССР.
Заслуженный деятель науки Российской Федерации, академик РАН (2025), почётный работник высшего профессионального образования, действительный член МАН ВШ и Национальной академии наук Украины; доктор медицинских наук, профессор; заведующий кафедрой акушерства и гинекологии с курсом перинатологии Российского университета дружбы народов; вице-президент Российского общества акушеров-гинекологов, президент Междисциплинарной ассоциации специалистов репродуктивной медицины (МАРС), научный руководитель цикла информационных проектов, адресованных врачам акушерам-гинекологам.
Ученик члена-корреспондента АМН СССР профессора Н. С. Бакшеева и заслуженного врача Украины доктора М. В. Вериной.

## Биография
Родился в 1947 году в Киеве в семье врачей. Отец, Евсей Давидович Радзинский (1922—2003), уроженец Екатеринослава, был стоматологом, мать — акушером-гинекологом. Семья жила в Белой Церкви. Окончил Киевское медицинское училище № 1 по специальности «фельдшер-лаборант» (1964), Киевский медицинский институт (1970) и стал работать врачом акушером-гинекологом, заведующим родильным отделением в Киевской городской клинической больнице № 22 (1970—1985).
В 1975 году защитил кандидатскую диссертацию «Дыхательная функция митохондрий плаценты в зависимости от различных методов родостимуляции», а в 1985 году — докторскую диссертацию «Особенности развития плацентарной недостаточности при акушерской и экстрагенитальной патологии».
Директор Научно-исследовательского института охраны здоровья матери и ребёнка Министерства здравоохранения Туркменской ССР (1985—1994), заведующий кафедрой акушерства и гинекологии № 1 Туркменского ордена Дружбы народов Государственного медицинского института (1985—1994).
Заведующий кафедрой акушерства и гинекологии с курсом перинатологии Медицинского института Российского университета дружбы народов (с 1997 по н.в.)

## Научная деятельность
Автор 38 монографий, шести учебников и двух руководств по специальности для акушеров-гинекологов страны. Всего опубликовано более 350 научных работ. Под руководством В. Е. Радзинского выполнено 146 кандидатских диссертаций, он консультант 43 докторских диссертаций.
Основные направления научной деятельности: молекулярная биология и генетика репродукции, перинатология, реконструктивно-пластическая хирургия в гинекологии.

## Педагогическая деятельность
30 лет преподавательской деятельности: сначала в Туркменском ордена Дружбы народов государственном медицинском институте, затем в Российском университете дружбы народов.

## Членство
FIGO (1994), EAGO (1995), вице-президент Российского общества акушеров-гинекологов, президент Междисциплинарной ассоциации специалистов репродуктивной медицины (МАРС),
член координационного совета Минздравсоцразвития России по проблемам материнской и детской смертности. Главный редактор журнала «StatusPraesens. Гинекология, акушерство, бесплодный брак». Учредитель ООО «Медиабюро Статус презенс». Член редакционных коллегий журналов «Акушерство и гинекология», «Вестник РУДН», «Журнал акушерства и женских болезней», «Вестник гинекологии, акушерства и перинатологии», «Гинекология», «Доктор.Ру». Член экспертного совета ВАК по хирургическим дисциплинам, зам. председателя диссертационного совета по защите кандидатских и докторских диссертаций по специальностям «Акушерство и гинекология» и «Урология».

## Избранная библиография

#### Монографии и учебные пособия
- Акушерство: национальное руководство / под. ред. Э. К. Айламазяна, В. И. Кулакова, В. Е. Радзинского. — М.: ГЭОТАР-Медиа, 2009. — 1197 с. + CD-ROM.
- Акушерская агрессия. — М.: Медиабюро Статус презенс, 2011. — 687 с.
- Акушерская агрессия v. 2.0. — М.: Медиабюро Статус презенс, 2017. — 870 с.
- Молочные железы и гинекологические болезни / под ред. В. Е. Радзинского. — М.: Медиабюро Статус презенс, 2010. — 302 с.
- Акушерский риск: максимум информации — минимум опасности для матери и младенца / В. Е. Радзинский, С. А. Князев, И. Н. Костин. — М.: Эксмо, 2009. — 167 с.
- Ранние сроки беременности / под ред. В. Е. Радзинского, А. А. Оразмурадова. —2-е изд., испр. и доп. — М.: Медиабюро Статус презенс, 2009. — 479 с.
- Женская консультация: руководство / под ред. В. Е. Радзинского. —3-е изд., испр. и доп. — М.: ГЭОТАР-Медиа, 2009. — 467 с. + CD-ROM.
- Лекарственные растения в акушерстве и гинекологии: справочник. — 8-е изд., испр. и доп.— М.: Эксмо, 2008. — 317 с.
- Руководство к практическим занятиям по акушерству: учеб. пособие / под ред. В. Е. Радзинского— М.: ГЭОТАР-Медиа, 2007. — 655 с.
- Ранние сроки беременности / под ред. В. Е. Радзинского, А. А. Оразмурадова. — М.: МИА, 2005.— 436 с.
- Фронтовые письма. 1941—1945. История одной семьи / В. Е. Радзинский, Е. Е. Радзинский. — Медиабюро Статус презенс, 2014. — 627 с.
- Near miss. На грани материнских потерь / Е. Ю. Лебеденко; под ред. В. Е. Радзинского. — Медиабюро Статус презенс, 2015. — 180 с.
- Радиоволна и аргоновая плазма в практике акушера-гинеколога / под ред. В. Е. Радзинского, Е. Ю. Глухова. — М.: Медиабюро Статус презенс, 2016. — 214 с.
- Беременность ранних сроков. От прегравидарной подготовки к здоровой гестации / под ред. В. Е. Радзинского, А. А. Оразмурадова. — 3-е изд., перераб. и доп. — М.: Медиабюро Статус презенс, 2017. — 795 с.
- Медицина молочной железы и гинекологические болезни / под ред. В. Е. Радзинского. — М.: Медиабюро Статус презенс, 2017. — 345 с.
- Кавитированные растворы в репродуктивной медицине / под ред. В. Е. Радзинского, Е. Ю. Глухова. — М.: Медиабюро Статус презенс, 2017. — 341 с.
- Анемии и репродуктивное здоровье / А. В. Соловьёва, В. Г. Стуров и соавт., под ред. В. Е. Радзинского — М.: Медиабюро Статус презенс 2019. — 200 с.
- Бесплодие и эдометриоз. Версии и контраверсии / под ред. В. Е. Радзинского, А. А. Оразова — М.: Медиабюро Статус презенс 2019. — 208 с.
- Кольпоскопия. Атлас / Т. Н. Бебнева, С. И. Петренко, под ред. В. Е. Радзинского — М.: Медиабюро Статус презенс 2019. — 232 с.
- Перинеология. Эстетическая гинекология / В. Е. Радзинский, М. Р. Оразов, Л. Р. Токтар. — М.: Медиабюро Статус презенс 2020. — 416 с.
- Аденомиоз. Контраверсии современности. Боли, кровотечения, бесплодие / под ред. В. Е. Радзинского. Автор: В. Б. Цхай — М.: Медиабюро Статус презенс 2020. — 208 с.
- Очерки эндокринной гинекологии / под ред. В. Е. Радзинского. Авторы: В. Е. Радзинский, М. Б. Хамошина, О. А. Раевская и соавторы — М.: Медиабюро Статус презенс 2020. — 576 с.

- Эффективность импульсной электротерапии в комплексном лечении больных хроническим эндометритом / Радзинский В.Е., Петров Ю.А., Полина М.Л. / Казанский медицинский журнал. 2012. Т. 93. № 1. С. 72-76.
- Тактика ведения пациенток с заболеваниями шейки матки при персистирующей ВПЧ-инфекции: возможности комбинированного лечения / Радзинский В.Е., Ордиянц И.М., Буянова Н.В., Побединская О.С. / Гинекология. 2014. Т. 16. № 6. С. 12-15.
- Железодефицитная анемия как фактор риска плацентарной недостаточности и перинатальных осложнений / Радзинский В.Е., Ордиянц И.М., Побединская О.С. / Акушерство и гинекология. 2016. № 12. С. 125-130.
- Патогенетические особенности макротипов хронического эндометрита / Радзинский В.Е., Петров Ю.А., Калинина Е.А., Широкова Д.В., Полина М.Л. / Казанский медицинский журнал. 2017. Т. 98. № 1. С. 27-34.

- «Правила интимной гигиены, мультипликационный фильм» / под руководством В. Е. Радзинского, М. Б. Хамошиной. Авторы сценария/идея С. А. Маклецова, А. В. Володина, арт-директор Алиса Володина, креативный директор и продюсер Виталий Кристал. Производство StatusPraesens.
- «Пальпация молочных желез как мануальный метод пропедевтики» / под научным руководством В. Е. Радзинского, Н. И. Рожковой. Медицинский директор картины С. А. Маклецова, креативный директор и продюсер Виталий Кристал, продюсеры Антон Соболев, Денис Десюк, Вероника Шимановская. Производство StatusPraesens и LevMedia.